# Ichkeul
Ichkeul is een meer en nationaal park in het noorden van Tunesië, nabij de kust van de Middellandse Zee. Het park bestaat grotendeels uit drasland en vormt een belangrijk knooppunt voor trekvogels.
Het park is geplaatst op Werelderfgoedlijst van UNESCO. Door de bouw van dammen is de water- en sedimentaanvoer naar het meer sterk gereduceerd, waardoor er het water brakker is geworden, met ecologische effecten tot gevolg.